# Fernando Azcárraga López
Fernando Azcárraga López (Tampico, Tamaulipas, México) es un político de México, en dos ocasiones fue Presidente municipal de Tampico.

## Biografía
Nació en Tampico, Tamaulipas México el 16 de julio de 1949, Estudió la Licenciatura en Comunicación en la Universidad Iberoamericana.

## Vida política
Ha ocupado diversos cargos públicos en México. Fue administrador general de la Aduana Marítima de Tampico-Altamira y director general de la Comisión de Agua Potable y Alcantarillado de la Zona Conurbada de Tampico, Madero y Altamira. Además, desempeñó diferentes funciones en la administración pública estatal y municipal.  
En dos ocasiones, ocupó la presidencia municipal de Tampico. La primera fue durante el periodo 1993-1995, y la segunda de 2005 a 2007, convirtiéndose en la segunda persona en ocupar este cargo en dos periodos distintos, después de Fernando San Pedro Salem. Además, fue el primer presidente municipal de Tampico en ser reelegido para el cargo bajo el mismo partido político, el Partido Revolucionario Institucional (PRI).
El 2 de septiembre de 2010, un comando armado lo secuestró mientras circulaba por una importante arteria del puerto de Tampico. Catorce días después fue liberado. Su familia optó por no hacer declaraciones al respecto, y hasta la fecha se desconoce la cantidad pagada por su rescate.

## Presidente municipal de Tampico

### Administración 1993-1995
Entre las principales acciones realizadas durante su paso por la vida pública se destacan el inicio de la recuperación de la Laguna del Chairel, así como la reubicación de más de trescientas familias asentadas sobre las márgenes de este importante vaso lacustre, el cual suministra agua a las ciudades de Tampico, Madero y Altamira. Lo anterior permitió a la ciudad cambiar la imagen y generar el desarrollo de sus lagunas así como la actividad turística y deportiva de las mismas, y en bordo de contención de la colonia Morelos se pudo resanar para asegurar a la población de dicha colonia a sufrir por una rotura de dique en las épocas de inundacion, con esta acción ahora el mencionado bordo es una vía de comunicación importante en esa zona. Durante su gestión en la Aduana Marítima, logró rescatar el edificio en el que esta se encuentra, una destacada joya arquitectónica de la época del porfiriato, que hoy en día es visitada por miles de turistas cada año. 
Asimismo, promovió la remodelación del centro histórico de Tampico en 1995, una obra que devolvió el esplendor de los años de auge de la zona, caracterizada por una arquitectura afrancesada similar a la de la ciudad de Nueva Orleans. También es recordado por el rescate de la Laguna del Carpintero, ya que impulsó la construcción de las obras necesarias para evitar que las aguas negras de la ciudad se vertieran en esta laguna. Además, llevó a cabo obras de ornato y recuperó la flora y fauna de la misma. Entre sus acciones también se encuentra la reubicación y restauración  del Hemiciclo a Benito Juárez a la Laguna del Carpintero. Durante su gestión el 15 de diciembre de 1993 el presidente de la Repubica, Ernesto Zedillo Ponde de León inauguró el estacionamiento subterráneo de la plaza de la Libertad.

### Administración 2005-2007
Durante su segunda administración, se destacó por la promoción y realización del Centro de Convenciones de Tampico, una obra clave para el desarrollo turístico y cultural de la ciudad. Además, impulsó iniciativas culturales a través de la colocación de diversas esculturas en espacios públicos, las cuales evocan momentos importantes de la historia local. Entre estas esculturas se incluyen figuras representativas como la de Don Porfirio Díaz, presidente de México, y la del actor estadounidense Humphrey Bogart, que tuvo una relación con la ciudad al filmar en ella la película El Tesoro de la Sierra Madre.
Sin embargo, la escultura más emblemática de la ciudad es la de José Calderón Torres, más conocido como "Pepito el Terrestre". Este personaje, que vivió en Tampico a mediados de los años 50, fue un humilde trabajador de los muelles del puerto. Debido a una rara enfermedad, Pepito alcanzó una altura impresionante de 2,35 metros. Su figura se encuentra plasmada en una escultura que adorna una banca en la plaza principal de la ciudad. La estatua se ha convertido en un ícono local, y miles de personas visitan el lugar cada año para tomarse fotografías junto a ella, lo que ha consolidado a Pepito el Terrestre como un personaje querido y recordado de Tampico.